# Paul Bibeault
Paul Bibeault (né le 12 avril 1919 à Montréal, Québec, Canada - mort le 2 août 1970 à Rigaud, Québec, Canada) est un joueur de hockey sur glace canadien. Il évoluait au poste de gardien de but.

## Carrière
Alors qu'il joue pour les Maple Leafs Junior de Verdun, il impressionne la direction des Canadiens de Montréal qui lui offre un contrat en mars 1941. Après un bref séjour dans l'armée canadienne au début de l'année 1943, il revient dans la Ligue nationale de hockey. En ces temps de guerre où plusieurs joueurs sont en Europe, les Canadiens le prêtent aux Maple Leafs de Toronto jusqu'en 1944, puis aux Bruins de Boston jusqu'en 1946. Le club de Montréal l'échange ensuite aux Black Hawks de Chicago en septembre 1946, il y joue alors sa dernière saison dans la LNH. Mais Bibeault ne prend pas sa retraite, il joue pour les Bisons de Buffalo de la Ligue américaine de hockey en 1947-1948 et pour les Texans de Dallas de la United States Hockey League en 1948-1949. À l'automne 1949, il devient le directeur-général des Mohawks de Cincinnati et continue de garder les buts à titre de gardien auxiliaire jusqu'en 1955. En 1956, il devient le directeur de l'aréna War Memorial de Rochester. Il revient au Québec en 1964 et occupe le poste de directeur de l'aréna de Pointe-Claire. En 1967, il est le directeur de la billetterie de l'Expo 67 de Montréal.
En sept saisons dans la LNH, il a joué pour quatre des six équipes originales de la LNH.

## Vie personnelle
En 1943, Bibeault rencontre Evelyn Selke, la fille de Frank Selke, alors directeur-général des Maple Leafs de Toronto. Le couple se marie au printemps 1947. Bibeault meurt à l'âge de 51 ans, des suites d'un cancer, dans la ferme familiale des Selke à Rigaud.

## Statistiques
| Saison     | Équipe                 | Ligue          |     | Saison régulière | Saison régulière | Saison régulière | Saison régulière | Saison régulière | Saison régulière | Saison régulière | Saison régulière | Saison régulière | Saison régulière |   | Séries éliminatoires | Séries éliminatoires | Séries éliminatoires | Séries éliminatoires | Séries éliminatoires | Séries éliminatoires | Séries éliminatoires | Séries éliminatoires | Séries éliminatoires | Séries éliminatoires |
| Saison     | Équipe                 | Ligue          | PJ  | V                | D                | Pr/N             | Min              | BC               | Moy              | % Arr            | Bl               | Pun              | PJ               | V | D                    | N                    | Min                  | BC                   | Moy                  | % Arr                | Bl                   | Pun                  |                      |                      |
| 1938-1939  | Verdun Jr. Maple Leafs | QJHL           | 11  | 9                | 0                | 2                |                  |                  | 2,09             |                  | 1                |                  | 3                | 2 | 1                    | 0                    |                      |                      | 3,33                 |                      | 0                    |                      |                      |                      |
| 1938-1939  | Verdun Maple Leafs     | QSHL           |     |                  |                  |                  |                  |                  |                  |                  |                  |                  | 1                | 0 | 1                    | 0                    |                      |                      | 4,00                 |                      | 0                    |                      |                      |                      |
| 1938-1939  | Verdun Jr. Maple Leafs | Coupe Memorial |     |                  |                  |                  |                  |                  |                  |                  |                  |                  | 7                | 4 | 3                    | 0                    |                      |                      | 2,71                 |                      | 0                    |                      |                      |                      |
| 1939-1940  | Verdun Maple Leafs     | QSHL           | 30  | 11               | 11               | 8                |                  |                  | 3,73             |                  | 0                |                  | 8                | 3 | 5                    | 0                    |                      |                      | 3,25                 |                      | 1                    |                      |                      |                      |
| 1940-1941  | Montreal Sr. Canadiens | QSHL           | 34  |                  |                  |                  |                  |                  | 3,56             |                  | 0                |                  |                  |   |                      |                      |                      |                      |                      |                      |                      |                      |                      |                      |
| 1940-1941  | Canadiens de Montréal  | LNH            | 4   | 1                | 2                | 0                |                  |                  | 4,29             |                  | 0                |                  |                  |   |                      |                      |                      |                      |                      |                      |                      |                      |                      |                      |
| 1941-1942  | Canadiens de Montréal  | LNH            | 38  | 17               | 19               | 2                |                  |                  | 3,30             |                  | 1                |                  | 3                | 1 | 2                    |                      |                      |                      | 2,67                 |                      | 1                    |                      |                      |                      |
| 1941-1942  | Lions de Washington    | LAH            | 13  | 3                | 7                | 3                |                  |                  | 2,85             |                  | 0                |                  |                  |   |                      |                      |                      |                      |                      |                      |                      |                      |                      |                      |
| 1942-1943  | Canadiens de Montréal  | LNH            | 50  | 19               | 19               | 12               |                  |                  | 3,81             |                  | 1                |                  | 5                | 1 | 4                    |                      |                      |                      | 3,38                 |                      | 1                    |                      |                      |                      |
| 1943-1944  | Maple Leafs de Toronto | LNH            | 29  | 13               | 14               | 2                |                  |                  | 3,00             |                  | 5                |                  | 5                | 1 | 4                    |                      |                      |                      | 4,60                 |                      | 0                    |                      |                      |                      |
| 1944-1945  | Bruins de Boston       | LNH            | 26  | 6                | 18               | 2                |                  |                  | 4,55             |                  | 0                |                  | 7                | 3 | 4                    |                      |                      |                      | 3,02                 |                      | 0                    |                      |                      |                      |
| 1945-1946  | Bruins de Boston       | LNH            | 16  | 8                | 4                | 4                |                  |                  | 2,81             |                  | 2                |                  |                  |   |                      |                      |                      |                      |                      |                      |                      |                      |                      |                      |
| 1945-1946  | Canadiens de Montréal  | LNH            | 10  | 4                | 6                | 0                |                  |                  | 3,00             |                  | 0                |                  |                  |   |                      |                      |                      |                      |                      |                      |                      |                      |                      |                      |
| 1946-1947  | Black Hawks de Chicago | LNH            | 41  | 13               | 25               | 3                |                  |                  | 4,15             |                  | 1                |                  |                  |   |                      |                      |                      |                      |                      |                      |                      |                      |                      |                      |
| 1946-1947  | Fort Worth Rangers     | USHL           | 11  |                  |                  |                  |                  |                  | 2,73             |                  | 1                |                  | 9                | 4 | 5                    | 0                    |                      |                      | 3,33                 |                      | 1                    |                      |                      |                      |
| 1947-1948  | Bisons de Buffalo      | LAH            | 25  | 15               | 8                | 2                |                  |                  | 3,32             |                  | 0                |                  |                  |   |                      |                      |                      |                      |                      |                      |                      |                      |                      |                      |
| 1948-1949  | Dallas Texans          | USHL           | 65  | 24               | 26               | 15               |                  |                  | 3,78             |                  | 2                |                  | 4                | 2 | 2                    | 0                    |                      |                      | 2,75                 |                      | 1                    |                      |                      |                      |
| 1949-1950  | Mohawks de Cincinnati  | LAH            | 15  | 7                | 7                | 1                |                  |                  | 3,40             |                  | 0                |                  |                  |   |                      |                      |                      |                      |                      |                      |                      |                      |                      |                      |
| 1950-1951  | Mohawks de Cincinnati  | LAH            | 18  | 8                | 8                | 1                |                  |                  | 3,17             |                  | 0                |                  |                  |   |                      |                      |                      |                      |                      |                      |                      |                      |                      |                      |
| 1951-1952  | Mohawks de Cincinnati  | LAH            | 16  | 5                | 10               | 1                |                  |                  | 3,67             |                  | 0                |                  | 1                | 1 | 0                    | 0                    |                      |                      | 0,64                 |                      | 0                    |                      |                      |                      |
| 1953-1954  | Mohawks de Cincinnati  | LIH            | 3   |                  |                  |                  |                  |                  | 2,67             |                  | 0                |                  |                  |   |                      |                      |                      |                      |                      |                      |                      |                      |                      |                      |
| 1954-1955  | Mohawks de Cincinnati  | LIH            | 2   |                  |                  |                  |                  |                  | 2,50             |                  | 0                |                  |                  |   |                      |                      |                      |                      |                      |                      |                      |                      |                      |                      |
| Totaux LNH | Totaux LNH             | Totaux LNH     | 214 | 81               | 107              | 25               |                  |                  | 3,65             |                  | 10               |                  | 20               | 6 | 14                   |                      |                      |                      | 3,44                 |                      | 2                    |                      |                      |                      |

### Honneurs individuels
- Membre de la deuxième équipe d'étoiles de la LNH (1944)
- Gagnant du trophée Charles-Gardiner, remis au meilleur gardien de but de l'USHL (1949)
- Gagnant de la coupe Herman-W.-Paterson, remis au joueur par excellence de l'USHL (1949).
- Membre de la première équipe d'étoiles de l'USHL (1949).